# 초과근로수당
초과근로수당(超過勤勞手當)은 정규 근로시간을 초과하여 근로한 사람에게 지급하는 수당을 말한다. 근로시간은 초과할 수 없으나, 당사자간의 합의에 의하여 1주일에 12시간 정도 연장근로할 수 있다. 사용자가 특별한 사정이 있는 경우에는 노동부 장관의 인가와 근로자의 동의를 얻어 근로시간을 연장할 수 있다. 다만, 사태가 급박하여 노동부 장관의 인가를 받을 시간이 없는 경우에는 사후에 지체없이 승인을 얻어야 한다. 노동부 장관은 근로시간의 연장이 부적당하다고 인정할 경우에는 그 후 연장기간에 상당하는 휴게 또는 휴일을 줄 것을 명할 수 있다. 이 경우 통상임금의 2분의 1 이상을 가산하여 지급하여야 한다. 이는 야간근로 또는 휴일근로의 경우에도 마찬가지이다..